# Донская Царица
Донская Царица — река в России, протекает в Светлоярском и Калачёвском районах Волгоградской области. Левый приток Дона, впадает в Цимлянское водохранилище.

## География
Донская Царица начинается около хутора Северный, течёт на северо-запад. На левом берегу хутор Степаневка, ниже него река запружена. Ниже на реке расположены населённые пункты Ярки-Рубежный, Бузиновка, Степной, за которым река поворачивает на юго-запад, Тихоновка и Вербовский. Около устья слева впадает река Ерик. Донская Царица впадает в Цимлянское водохранилище около посёлка Ляпичев, в 479 км от устья Дона. Длина реки составляет 111 км, площадь водосборного бассейна — 992 км².

## Данные водного реестра
По данным государственного водного реестра России относится к Донскому бассейновому округу, водохозяйственный участок реки — Дон от города Калач-на-Дону до Цимлянского гидроузла, без реки Чир, речной подбассейн реки — Дон между впадением Хопра и Северского Донца. Речной бассейн реки — Дон (российская часть бассейна).
Код объекта в государственном водном реестре — 05010300912107000009565.